# Świdośliwa Lamarcka
Świdośliwa Lamarcka (Amelanchier × lamarckii F.G. Schroed.) – gatunek rośliny z rodziny różowatych. Jest mieszańcem świdośliwy drzewiastej A. arborea i świdośliwy gładkiej A. laevis. W naturze rośnie w amerykańskich stanach Nowy Jork i Vermont. Uprawiany i naturalizowany w Europie (Niemcy, Wielka Brytania, kraje Beneluksu). W Polsce gatunek zadomowiony (kenofit), lokalnie inwazyjny. Spotykany jest w lasach i zaroślach zwykle w pobliżu dużych miast w Polsce centralnej i południowej.

## Morfologia

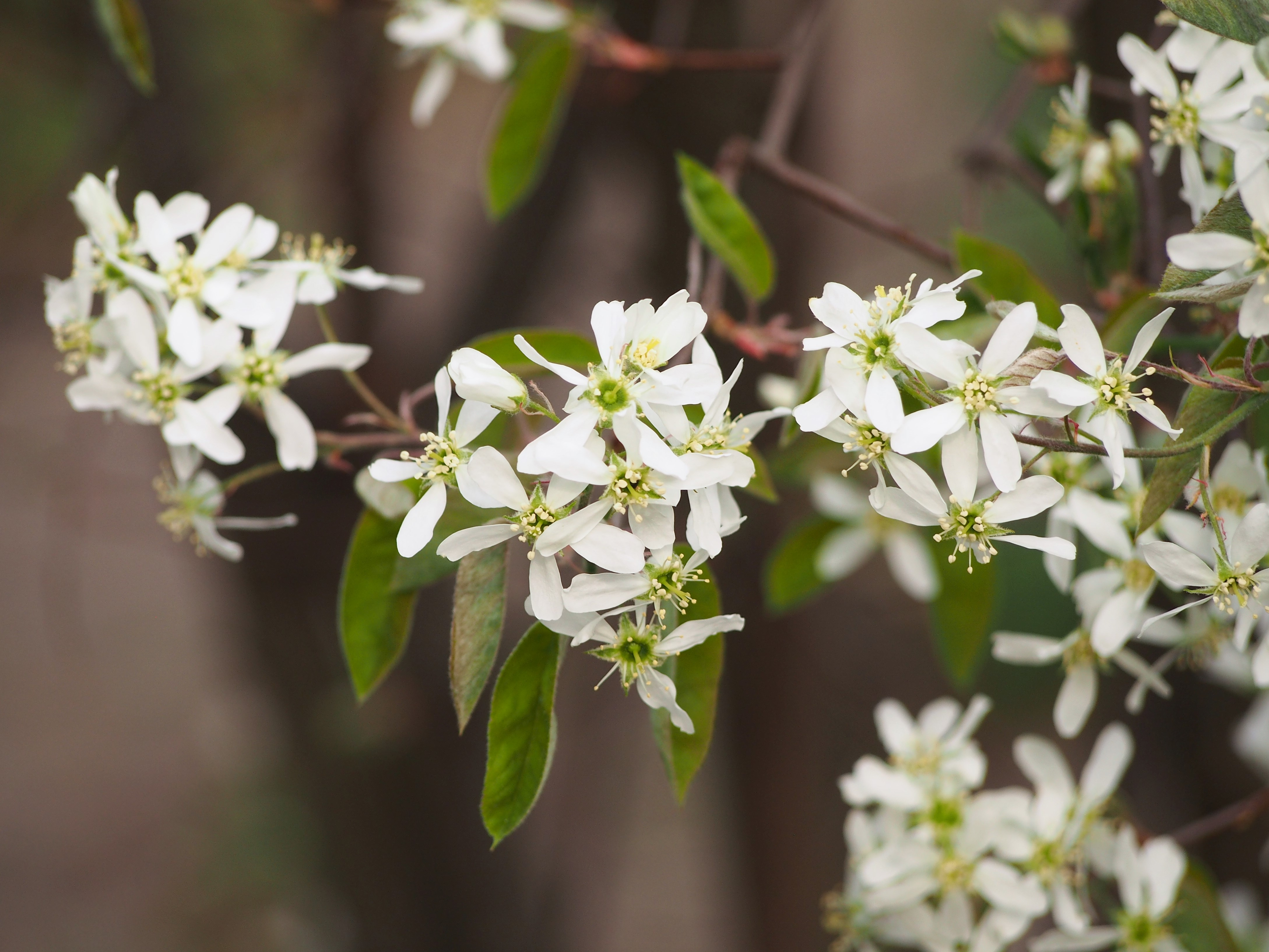
Kwiaty

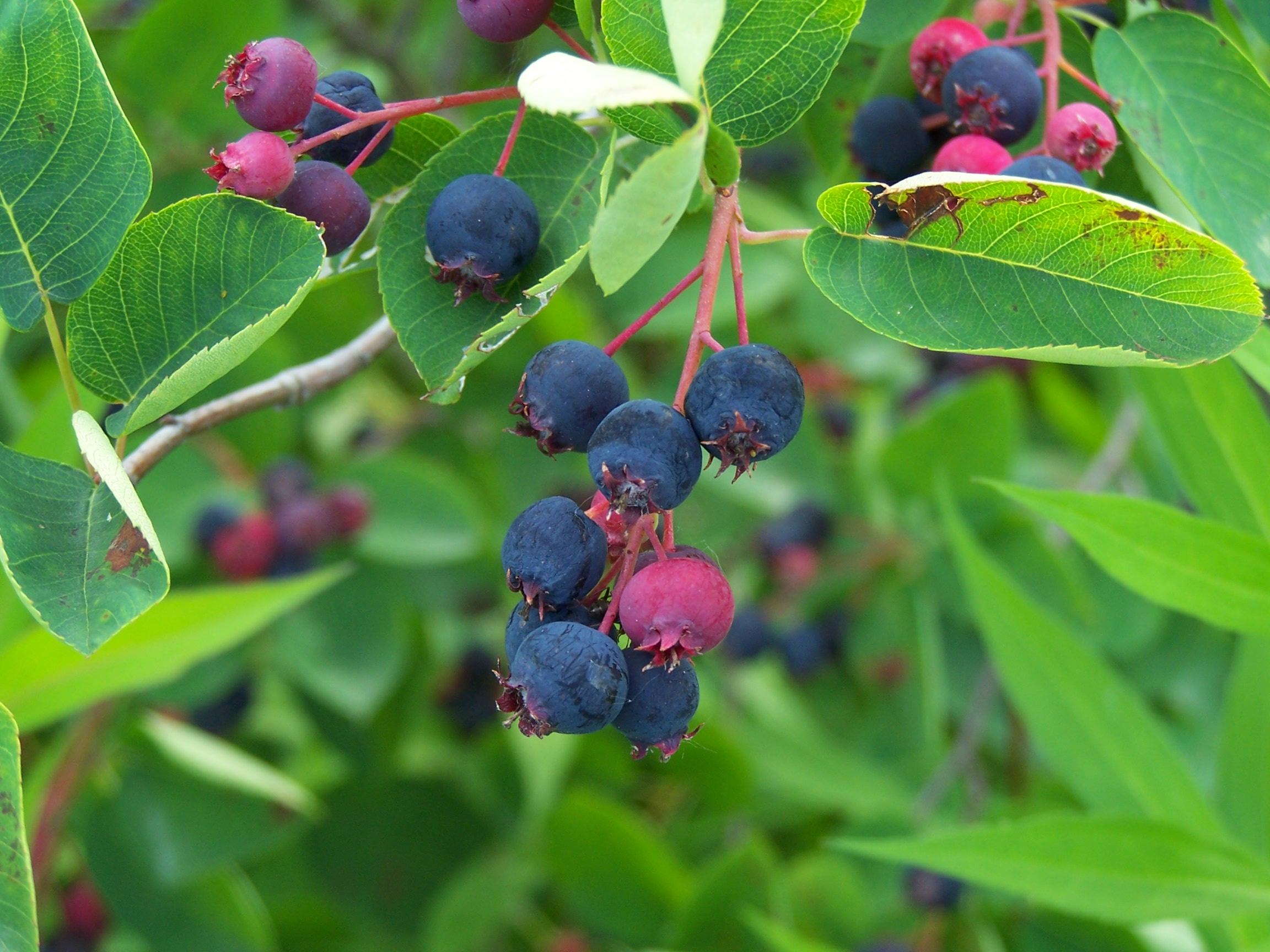
Owoce

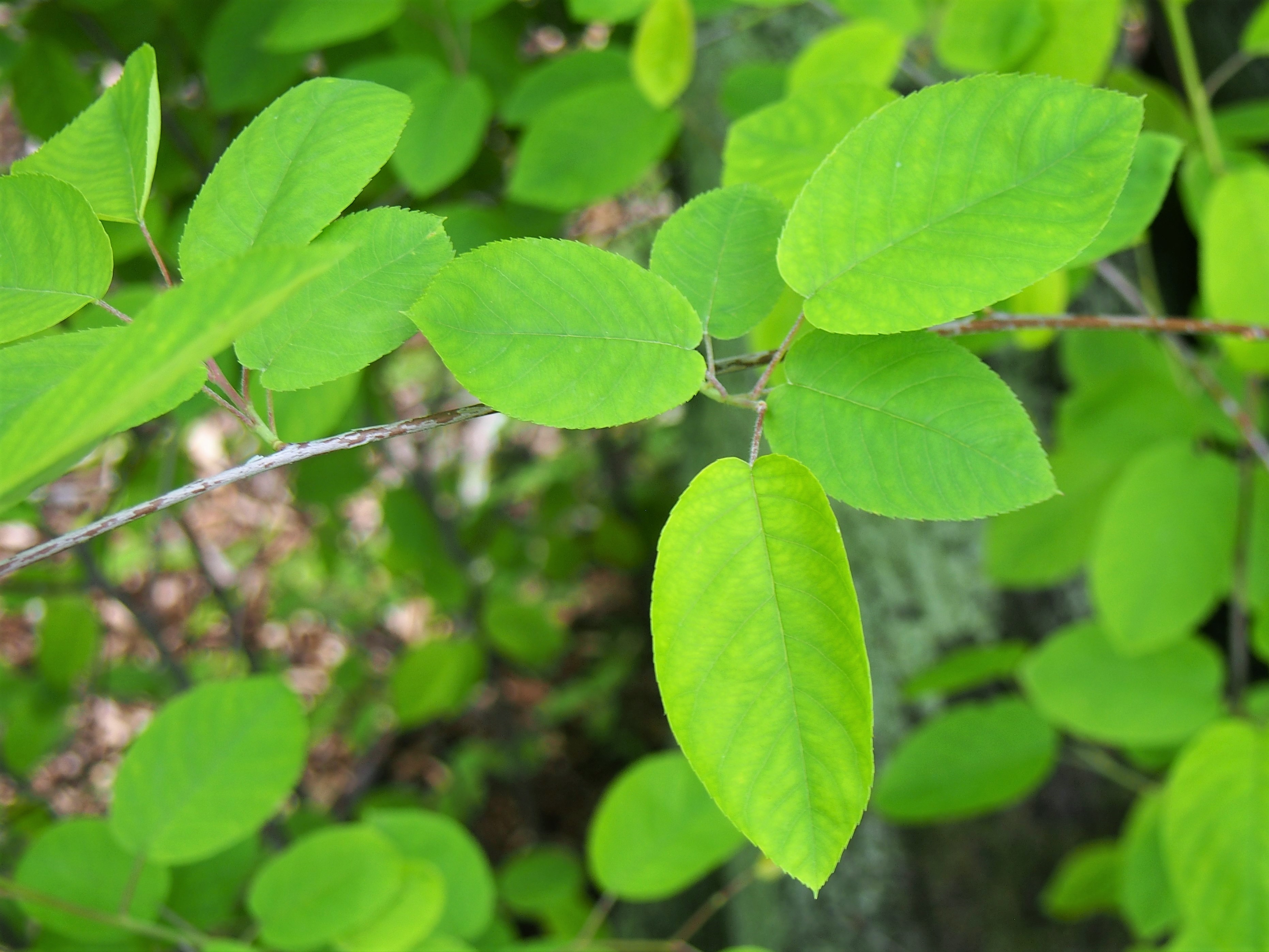
Liście

PokrójDuży krzew (czasem małe drzewo) o wzniesionym pokroju, dorastający do kilku metrów wysokości (maksymalnie może uzyskiwać 10 m wysokości). Nie wytwarza odrostów.
LiścieOwalne, drobno piłkowane, o zaostrzonym wierzchołku i 5-10 cm długości. Młode liście mają lekko brązowy kolor, następnie zielenieją by jesienią przybrać złocistożółte zabarwienie.
KwiatyDrobne, białe, do 1 cm średnicy, zebrane po kilka sztuk (do dziesięciu) w przewisające, groniaste kwiatostany. Rośliny kwitną wcześnie – na przełomie kwietnia i maja.
OwoceKrzew w lipcu pokrywa się dużą ilością purpurowo-czerwonych, jadalnych, kulistych owoców o średnicy 1 cm.

## Zastosowanie
Gatunek uprawiany jest jako roślina ozdobna z powodu efektownych kwiatów i liści. Jest też rośliną miododajną i jadalną – owoce mogą być spożywane na surowo i w przetworach.
Sadzony był także w lasach jako gatunek podszytowy ze względów fitomelioracyjnych.

## Uprawa
Gatunek o przeciętnych wymaganiach uprawowych. Najlepiej rośnie na żyznych i stale umiarkowanie wilgotnych glebach, o zróżnicowanej kwasowości. Cechuje się dużą mrozoodpornością. W Polsce z powodzeniem może rosnąć na terenie całego kraju.